# (26647) 2000 LT
2000 أل تي (ويعرف أيضًا باسم (26647) 2000 أل تي وفق تسمية الكوكب الصغير) (بالإنجليزية: 2000 LT)‏ هو كويكب ضمن حزام الكويكبات؛ وترتيبه 26647 من حيث الاكتشاف.
اكتُشف هذا الجُرم الفلكي بواسطة جون بروفتون في 2 يونيو 2000.

## وصلات خارجية
- (26647) 2000 LT في قاعدة بيانات مختبر الدفع النفاث لأجرام النظام الشمسي الصغيرة

- الاكتشاف · مخطط المدار ·  العناصر المدارية · المعلمات المادية

- (26647) 2000 LT على موقع ويكي سكاي: DSS2, SDSS, GALEX, IRAS, Hydrogen α, X-Ray, Astrophoto, Sky Map, Articles and images